# カイレン・パリス
- キレン・パリス

カイレン・テレル・パリス（Kyren Terrell Paris, 2001年11月11日 - ）は、 アメリカ合衆国カリフォルニア州コントラコスタ郡オークレー出身のプロ野球選手（内野手）。右投右打。MLBのロサンゼルス・エンゼルス所属。

## 経歴
2019年のMLBドラフト2巡目（全体55位）でロサンゼルス・エンゼルスから指名され、プロ入り。なお、契約しない場合はカリフォルニア大学バークレー校へ進学の予定であった。契約後、傘下のルーキー級アリゾナリーグ・エンゼルスでプロデビュー。3試合に出場して打率.300、2打点を記録した。
2020年はCOVID-19の影響でマイナーリーグの試合が開催されなかったため、公式戦の出場は無かった。
2021年はルーキー級アリゾナ・コンプレックスリーグ・エンゼルス 、A級インランド・エンパイア・シックスティシクサーズ、A+級トリシティ・ダストデビルズでプレーし、3球団合計で47試合に出場して打率.267、4本塁打、25打点、22盗塁を記録した。
2022年はルーキー級アリゾナ・コンプレックスリーグ・エンゼルス、A+級トリシティ、AA級ロケットシティ・トラッシュパンダズでプレーし、3球団合計で105試合に出場して打率.241、12本塁打、42打点、33盗塁を記録した。オフにはアリゾナ・フォールリーグに参加し、スコッツデール・スコーピオンズに所属した。
2023年、マイナーではAA級ロケットシティでプレーし、113試合に出場して打率.255、14本塁打、45打点、44盗塁を記録した。9月1日にメジャー契約を結んでアクティブ・ロースター入りし、同日のオークランド・アスレチックス戦にて「9番・遊撃手」で先発出場した。この年メジャーでは15試合に出場したが、打率.100と振るわなかった。
2024年の5月22日の対ヒューストン・アストロズ戦でハンター・ブラウンからメジャー初本塁打を放った。
2025年はシーズン開幕当初こそ好調を保ったものの、日が立つにつれ調子を落としていき、打率が2 割を切ったところで、5月26日にマイナーへ降格した。

## プレースタイル
優れた身体能力を有し、俊足を売り物としている。打撃の粗さが課題とされるが、2022年7月を境に四球増など打席でのアプローチ面の向上が見られる。

## 詳細情報

### 年度別打撃成績
| 年 度    | 球 団    | 試 合 | 打 席 | 打 数 | 得 点 | 安 打 | 二 塁 打 | 三 塁 打 | 本 塁 打 | 塁 打 | 打 点 | 盗 塁 | 盗 塁 死 | 犠 打 | 犠 飛 | 四 球 | 敬 遠 | 死 球 | 三 振 | 併 殺 打 | 打 率 | 出 塁 率 | 長 打 率 | O P S |
| -------- | -------- | ----- | ----- | ----- | ----- | ----- | -------- | -------- | -------- | ----- | ----- | ----- | -------- | ----- | ----- | ----- | ----- | ----- | ----- | -------- | ----- | -------- | -------- | ----- |
| 2023     | LAA      | 15    | 46    | 40    | 4     | 4     | 0        | 0        | 0        | 4     | 1     | 3     | 0        | 1     | 0     | 4     | 0     | 1     | 17    | 0        | .100  | .200     | .100     | .300  |
| 2024     | LAA      | 21    | 59    | 51    | 4     | 6     | 2        | 0        | 1        | 11    | 5     | 1     | 0        | 0     | 0     | 7     | 0     | 0     | 17    | 1        | .118  | .224     | .216     | .440  |
| MLB：2年 | MLB：2年 | 36    | 105   | 91    | 8     | 10    | 2        | 0        | 1        | 15    | 6     | 4     | 0        | 1     | 0     | 11    | 0     | 1     | 34    | 1        | .110  | .214     | .165     | .379  |

- 2024年度シーズン終了時

### 年度別守備成績
| 年 度 | 球 団 | 二塁（2B） | 二塁（2B） | 二塁（2B） | 二塁（2B） | 二塁（2B） | 二塁（2B） | 遊撃（SS） | 遊撃（SS） | 遊撃（SS） | 遊撃（SS） | 遊撃（SS） | 遊撃（SS） | 中堅（CF） | 中堅（CF） | 中堅（CF） | 中堅（CF） | 中堅（CF） | 中堅（CF） |
| 年 度 | 球 団 | 試 合      | 刺 殺      | 補 殺      | 失 策      | 併 殺      | 守 備 率   | 試 合      | 刺 殺      | 補 殺      | 失 策      | 併 殺      | 守 備 率   | 試 合      | 刺 殺      | 補 殺      | 失 策      | 併 殺      | 守 備 率   |
| ----- | ----- | ---------- | ---------- | ---------- | ---------- | ---------- | ---------- | ---------- | ---------- | ---------- | ---------- | ---------- | ---------- | ---------- | ---------- | ---------- | ---------- | ---------- | ---------- |
| 2023  | LAA   | 2          | 1          | 0          | 0          | 0          | 1.000      | 9          | 15         | 22         | 0          | 2          | 1.000      | 2          | 3          | 0          | 0          | 0          | 1.000      |
| 2024  | LAA   | 17         | 20         | 39         | 1          | 8          | .983       | 2          | 2          | 6          | 0          | 0          | 1.000      | -          | -          | -          | -          | -          | -          |
| MLB   | MLB   | 19         | 21         | 39         | 1          | 8          | .984       | 11         | 17         | 28         | 0          | 2          | 1.000      | 2          | 3          | 0          | 0          | 0          | 1.000      |

- 2024年度シーズン終了時

### 背番号
- 19（2023年 - ）